# Oluf Kinch Petersen
Frederik Oluf Nikolaj "Pyro" Kinch Petersen (16 juli 1888, Vejleby, Rødby – 20 november 1964, København) var en dansk atlet og fodboldspiller.
Kinch Petersen spillede 56 fodboldskampe som højre back for B.93. Han vandt både det danske mesterskab og landspokalfinalen 1916. Han var også med, da B.93 i 1911 vandt den ny indstiftede KBU-pokalturnering
Kinch Petersen begyndte med atletik i Københavns IF 1911 og satte i perioden 1912-1920 13 danske rekorder; syv i kuglestød, tre i kuglestød h+v og tre i spydkast h+v. Han var også en dygtig tikæmper. Han vandt ti danske mesterskaber individuelt og tre i stafet. Han deltog i OL 1920 i Antwerpen hvor han blev nummer 11 i kuglestød og nummer 19 i spydkast. 
En af datidens store trænerkapaciteter, den svenske kastetræner Anders Wilhelm Kreigman var Kinch Petersens træner 1917-1919. 
Derudover var Kinch Petersen også en god tennisspiller.

## Danske mesterskaber i atletik
- Guld 1920 Kuglestød h+v
- Guld 1919 Kuglestød h+v
- Guld 1917 Kuglestød h+v
- Guld 1917 Femkamp
- Sølv 1917 Tikamp
- Bronze 1916 400 meter
- Guld 1916 Spydkast h+v
- Bronze 1916 Tikamp
- Guld 1915 Kuglestød h+v
- Bronze 1915 Tikamp
- Guld 1914 Kuglestød h+v
- Guld 1913 Kuglestød h+v
- Guld 1912 Kuglestød h+v
- Bronze 1912 100 meter
- Guld 1912 Spydkast h+v
- Bronze 1911 400 meter
- Guld 1916 4 x 100 meter (Vandt tre DM årstal ukendt for to af disse)
- Guld ???? 4 x 100 meter
- Guld ???? 4 x 100 meter

## Personlige rekorder
- Kuglestød: 13.285 (1920)
- Spydkast: 47.51 (1919)